# ويليام أوين (لاعب كرة قدم)
ويليام أوين (بالإنجليزية: William Owen)‏ (1 يناير 1906 بكوفنتري في المملكة المتحدة - ) هو لاعب كرة قدم بريطاني في مركز حراسة المرمى. لعب مع برمنغهام سيتي وكوفنتري سيتي ونادي فولهام ونونيتون بورو ‏ ونادي ستوربريدج.